# Alexandro Martínez Camberos
Alexandro Martínez Camberos fue un abogado, poeta y escritor mexicano. Publicó artículos y ensayos en diversos periódicos y escribió libros de poesía, jurisprudencia y temas sociales.

## Biografía
Nació en la Ciudad de Durango, el 22 de junio de 1916, en medio de la revolución mexicana, hijo del cirujano dentista Benito Martínez y la pianista Elena Camberos. Desde muy joven se interesó en asuntos sociales y mostró sus aptitudes para escribir en prosa y verso. Estudió leyes en la Universidad Juárez del Estado de Durango (UJED), graduándose en 1939, y obtuvo el doctorado en derecho en la UNAM en 1953.
Fue catedrático en la UJED, juez de distrito en Durango de 1962 a 67, consultor jurídico del secretario federal de Industria y Comercio, jefe del Departamento de Amparos de la misma dependencia,  fundador del Partido Obrero-Campesino, primer secretario del Tribunal Unitario del Primer Circuito,  iniciador del Frente Cardenista de reconstrucción que daría inicio al PArtido de la Revolución Democrática (PRD). Diputado federal del Congreso de la Unión de México| 1988 a 1991 en la LIV Legislatura y miembro del Instituto de Investigaciones Jurídicas de la UJED en los noventa y colaborador en el periódico el Sol de Durango.
Falleció el 7 de febrero de 1999 en la Ciudad de México, donde vivió por más de 30 años. 
Descendencia: Adriana Graciela Martínez Badillo, Alicia Elena Martínez Bautista, Claudia Lluvia Martínez De La Parra, Alexandro M. Martínez Del Campo, Ariel B. Martínez Del Campo, Alberto Ilitch Martínez Del Campo y América Indiana Martínez Del Campo.

## Obra
Alexandro Martínez Camberos publicó durante más de sesenta años innumerables artículos y ensayos en diversos periódicos, además de escribir libros de poesía, jurisprudencia y cuestiones sociales. Su obra se divide en tres grandes grupos:

### Derecho y Sociología
- El problema de la justificación del estado (1939, reimpreso en 1997)
- La ciencia del derecho y los valores (1953)
- Los delitos de disolución social (1958)
- La Revolución quedó atrás… y está adelante (1959)
- Planeación y planificación políticas (1960)
- La ciencia del progreso social (1962)
- Ciencia, conciencia y eficiencia políticas (1962)
- ABC del desarrollo social (1962)
- Guía para tesis de abogado (1967)
- Hacia una verdadera ciencia del derecho (Bases para una sociología jurídica) (1984)

### Poesía
- 33 poemas (1935)
- Estrella de cinco puntas (1939, reimpreso en 1971)
- Poemas ignorados (1942)
- Ciudad y canto (1943)
- Berilos (1944)
- Amaranto. Sonata en amor mayor (1946)
- La patria sustantiva. Poema en forja (1949)
- Levántate Cuauhtémoc (1951)
- 2 poemas por la paz (1951)
- Ellos son poderosos… andamios para un poema (1953)
- Acróstico del cénit (1954)
- Sexto y séptimo círculos (1957)
- Canción alucinada (1957)
- Un cielo azul Durango (1957)
- Flor Durango (1963)
- Ella, cifra del hombre (1972)
- Treguas íntimas (1982)

### Narrativa
- Los 7 signos (1966)
- Compañero (1981, compilación)
- Andamios (1991)
- Bitácora terrestre (1995, autobiografía, episodios semanales en periódico, compilación en libro)

## Homenajes
En su honor, la biblioteca del Instituto de Investigaciones Jurídicas de la UJED lleva su nombre desde 1995.
Al fallecer, sus cenizas fueron depositadas en las raíces de un pequeño pino en el jardín central de rectoría de la Universidad Juárez del Estado de Durango. Oficialmente nombrado el Pino Alejandrino, este ha crecido y rebasa ya el segundo piso de altura.
Cada año, la UJED y la Sociedad de escritores de Durango le recuerdan en su aniversario luctuoso con conferencias, lecturas de sus poemas y flores en el Pino Alejandrino.